# カセットボット
カセットボット（Autobot Mini-Cassette）は、『トランスフォーマー』シリーズに登場する架空の部隊である。サイバトロンに所属している。

## 概要
カセットテープをモチーフにしたサイバトロンの部隊で、ラジカセをモチーフにしたブロードキャストがリーダーである。ライバルは同じくカセットテープがモチーフであるデストロンのカセットロン。また、カセットロンと異なり、動物型のメンバーも言葉を話すことが出来る。
ブロードキャストやカセットロンは第1作『戦え!超ロボット生命体トランスフォーマー』から登場していたが、カセットボットの登場は『トランスフォーマー ザ・ムービー』からである（日本では『ムービー』の公開が見送られたため、『戦え!超ロボット生命体トランスフォーマー スクランブルシティ発動編』が初出となる）。
また、作中においてカセットボットと呼ばれたのは日本語版のみ。

## リーダー

### 通信員 ブロードキャスト / Blaster
声 - 難波圭一 / 英 - バスター・ジョーンズ
第18話より登場（海外では第19話）。デストロンの情報参謀サウンドウェーブが率いる諜報部隊「カセットロン」に対抗すべく組織された諜報部隊「カセットボット」のリーダー。『トランスフォーマーテレフォン』におけるサウンドウェーブの調査では新しく開発された戦士と紹介されている。卑劣な作戦を練るサウンドウェーブを毛嫌いし、宿敵としている。
ステレオラジカセに変形。地球の音楽を好む明るい性格なのだが、ブロードキャストの流す音楽はマイスターやトラックス、（カラオケが趣味の）ハードヘッド以外からはうるさがられている。現場に急行する際は変形して他の仲間に搭乗することが多い。また、脚を伸ばしたまま歩行するといった変形パターンも見せている。
『ザ・ムービー』ではサイバトロンシティの砲手を務めていたが、通信塔に乗り込んできたカセットロン相手にカセットボットで応戦。コンボイに救援を要請する。
『2010』ではスクランブルシティの警備隊長として活躍。「音楽惑星の挑戦」や「2010年の大放送」ではその能力で事態を解決に導いている。終盤宇宙ペストに感染したスペリオンにより戦闘不能に陥るが、クインテッサ星人の手により復活。
『ザ☆ヘッドマスターズ』では第2話にてサウンドウェーブと刺し違えるが、第4話でツインキャストとして強化復活を遂げた。
武器は「エレクトロスクランブラーガン」、また「サウンドパワー」によりスピーカー部分から特殊音波や妨害電波を流すことも可能である。
『トランスフォーマー バイナルテック・アスタリスク』では、ブロードキャストの新たな姿としてブロードブラストが登場。トヨタ・bBに変形する。

### 通信員 ツインキャスト / Twincast
声 - 難波圭一
第4話より登場、サウンドウェーブとの死闘で倒れたブロードキャストがマスター星の技術により復活した姿。顔は黄色く、身体は青が基調としたカラーリングとなっている。ダブルラジカセに変形する。部下のカセットボットたちを使い偵察・調査などで活躍する。
初期設定での名称はレベルキャスト。

## メンバー

### 『トランスフォーマー ザ・ムービー』より登場
追跡員 スチールジョー / Steeljaw
声 - 原語版流用 / HM - 西村知道、平野正人（第22話）
カセットテープからライオンに変形。得意の嗅覚を活かして探査に活躍する。両脇にペレット銃を装備。
戦士 アムホーン / Ramhorn
声 - 喜多川拓郎 / HM - 戸谷公次 / 英 - ジョン・ホステッター
カセットテープからサイに変形。自慢の角はシャークトロンをも破壊できる。両脇にレーザー誘導ミサイルを装備。
情報員 リワインド / Rewind
声 - 塩屋翼 / HM - 山口健 / 英 - タウンゼンド・コールマン
黒のカセットテープからヒューマノイドに変形。古代文字を解読出来る。武器は2丁の粘着銃。
監視員 イジェクト / Eject
青のカセットテープからリワインドと同型のヒューマノイドに変形。武器は2丁の電気過負荷銃。リワインドと比べると出番は少ない。

### 『トランスフォーマー キスぷれ』より登場
アイドル ロザンナ / Rosanna
声 - りりあん（カセットロンセット キスぷれPOSITION）
カセットテープから女性型ヒューマノイドに変形。
ユニクロン戦争終結後の2006年、関係の悪化した地球へサイバトロンのウルトラマグナスが親善大使として派遣したカセットロンチームの一人。表向きは友好的な特使だが、その実は人類へ対する情報操作を行う秘密組織「Knowledge.Intelligence.Security.Service」としての密命を帯びていた。そのことはプロデュースを任されたブロードキャストにも知らされていなかった。
ロザンナは、プロデュースを任されたブロードキャストが多くのセイバートロニアンの中から選抜した“ミラクル”カセットボットだ。自分の姿形にコンプレックスを持ち何事にもネガティブだったロザンナは、自分を変えるためにカセットボット部隊に志願した。
今ではどんな窮地に陥っても、ポジティブ・シンキングこそが起死回生の真理だと考えるようになった。特技はモンキーダンス。
ロザンナにサンドル・グリットを加えた三体はラジオ番組『トランスフォーマーキスぷれTF情報局』内の企画で声優がそれぞれ名称・カラーリング・設定などを考えた商品で、三体セット「カセットロンセット キスぷれPOSITION」として通販サイトe-HOBBY SHOPにて販売された。
玩具はカセットボット「リワインド/イジェクト」の色替え。
スパイ サンドル / Sundor
声 - 明坂聡美（カセットロンセット キスぷれPOSITION）
カセットテープからコンドルに変形。
同じくブロードキャストに選ばれた特使の一人。サンドルはスペースブリッジの通過中に太陽黒点の影響を受け、その体から特殊な光を発する変異構造のボディを得た。
プロデュースを任されたブロードキャストは、サウンドウェーブへの対抗心からメンバーの増強に躍起になっていたとはいえ、サンドルがデストロンのスパイであることにさえ気付かずに受け入れていた。
玩具はカセットロン「コンドル」の色替え。

### 玩具のみ
近衛隊員 ナイトストーカー / Nightstalker
戦闘獣 サイバトロンストライプス / Stripes

### ダブルカセットボット
『トランスフォーマー ザ☆ヘッドマスターズ』において発売された、二体の恐竜型カセットボットが合体する兄弟戦士。日本のオリジナルキャラクターだが、いずれもアニメ版には未登場である。後にザウルは『トランスフォーマー アニメイテッド』にスチールジョーと共に登場している。海外でも、二体のビークル型カセットボットが合体する戦士が登場しているが、こちらは日本未発売である。
合体情報戦士 デシベル / Decibel
恐竜型の森林探査員 ノイズ / Noiseと翼竜型の飛行情報員 グラフィ / Graphyが合体した姿。
合体記録戦士 レッグアウト / Legout
恐竜型の資源偵察員 ダイル / Dileと首長竜型の水源開発員 ザウル / Zaurが合体した姿。デシベルの弟である。
合体情報戦士 スラムダンス / Slamdance
戦車型の音声特派員 グランドスラム / Grandslamとジェット機型の映像特派員 レインダンス / Raindanceが合体した姿。

## 玩具
ブロードキャストはミクロマン・ラジカセロボの流用。TFでは「38」のナンバーを与えられて1985年10月に発売。またTF版ではラジカセロボに存在したラジオ機能はオミットされている。銃には巨大な空洞があるがこれは付属していたイヤホンを絡めるためのものである。
スチールジョーなどカセットボットはデストロン側のカセットロンと異なりTF用として開発された玩具であり、それぞれ「C-65〜68」のナンバーを与えられ1986年3月にブリスターパックで発売。
ツインキャストは日本のみの販売で、胸部が改修されて2体のカセットボットを収納できるようになった。「C-116」の番号を与えられ、スチールジョーとのセットで1987年8月に発売。スチールジョーはフォートレスの情報を示すシークレットシールが貼られ、武器が金色から銀色に変更されている。
スチールジョー以外のカセットボットもカタログによると新たなナンバー「C-117〜120」を与えられていたが、「C-121〜124」で日本オリジナル商品であるWカセットボットが発売されたのみで未発売に終わっている。
ブロードキャストはスチールジョーと共に2006年3月には『トランスフォーマー コレクション18』として復刻。ツインキャストも同時期にe-Hobby限定で復刻品が販売され、ツインキャストにはカセットロンのフリップサイズが同梱された。
2009年には『トランスフォーマー アンコール』にて「カセット大作戦」として復刻。「15 カセット大作戦Vol.1」にてリワインド、イジェクト、「16 Vol.2」にてスチールジョー、アムホーンが復刻された。2012年2月25日にはツインキャストが「22」のナンバーを与えられ頭部がアニメ風かつタンポ印刷で再発売、スチールジョー、ジャガーの塗装変更品ナイトストーカー、サイバトロンストライプスが同梱された
海外玩具シリーズである『トランスフォーマー ユニバース』においては、『トランスフォーマー ギャラクシーフォース』に登場したサウンドウェーブの塗装を変更したものが発売された。
付属のヘキサボットはBrockLockと呼ばれ、説明書およびパッケージではMINI-CON（海外におけるマイクロンの呼称）扱いとなっている。
当初の発売日から数度の延期を重ねたのは、変形することにより配線が断線してしまう不具合を修正するためであった。
アイドルグループ乃木坂46の楽曲「あなたからの卒業」ミュージックビデオにG1ブロードキャストの玩具が登場している。サイバトロンマークがある部分は「神」に差し替えられ、ボディには様々なシールでデコレーションが施されている。

## 関連キャラクター

### ブロードキャスト / ツインキャスト
- 『トランスフォーマー デヴァイスレーベル』

ブロードブラスト / Broadblastの名でノートパソコン型USBハブに変形する玩具として発売。

### スチールジョー
- 『トランスフォーマー アドベンチャー』

オートボットの監獄船アルケモア号の囚人として、スチールジョー / Steeljawが第3話から登場。狼の頭部に似た形状を持つのグレーのオフロード車から変形する。